# أكاديمية سعد العبد الله للعلوم الأمنية
أكاديمية سعد العبد الله للعلوم الأمنية هي كلية أمنية تتبع شرطة الكويت يرجع نشأتها إلى عام 1956، حيث كانت مدرسه أفراد الشرطة هي المؤسسة التعليمية والتدريبيه بوزاره الداخلية وكانت تختص بإعدادو تأهيل وتدريب قوة الشرطة بدولة الكويت.
أنشأت الأكاديمية بعد تنظيم وزاره الدولة و تسمية وزارة الداخلية بالمرسوم رقم 2 لسنة 1962م. وتم افتتاح كلية الشرطة في عام 1968 واستقبلت الدفعة الأولى في 1969/10/14. وفي عام 1975 م أنشئ معهد لتدريب ضباط الصف وأنشئ معهد لتدريب ضباط الشرطة في عام 1977م .
في عام 1994 م صدر مرسوم 200 بإنشاء أكاديمية الشرطة بأجهزتها التعليمية والتدريبية والمساندة وصدر القرار الوزاري رقم 765 لسنة 1994 م باللائحة التنفيذية لمرسوم إنشاء الأكاديمية. وتقديراً ووفاء لدور سمو ولي العهد ورئيس مجلس الوزراء الشيخ سعد العبد الله السالم الصباح في دعم جهاز الشرطة منذ تولي سموه حقيبه وزارة الداخلية حتى الآن فقد أصدر الشيخ محمد الخالد الحمد الصباح وزير الداخلية السابق القرار الوزاري رقم 990 لسنة 1997 م بتعديل مسمى أكاديمية الشرطة إلى أكاديمية سعد العبد الله للعلوم الأمنية، بما يحمل ذلك من عرفان بالجميل للشيخ سعد العبد الله السالم الصباح.

## وصلات خارجية
1. ↑  historic overview نسخة محفوظة 18 مايو 2016 على موقع واي باك مشين.